# Giuseppe Molinari (politico 1912-1990)
Giuseppe Molinari (Sciacca, 22 gennaio 1912 – 7 ottobre 1990) è stato un politico italiano.

## Biografia
Già presidente dell'Istituto agrario di Scacca e della locale Azienda di cura, è stato membro della Commissione regionale siciliana sulla pesca, oltre che presidente dell'Associazione coltivatori diretti di Sciacca. 
Impegnato in politica con la Democrazia Cristiana, è stato sindaco di Sciacca. Nel 1953 viene eletto al Senato della Repubblica, confermando il seggio anche nel 1958. Alle elezioni politiche della primavera 1963 risulta invece il primo del non eletti, ma torna al Senato il 17 settembre successivo dopo la morte del collega Agostino Pennisi Statella, conclude il proprio mandato parlamentare nel 1968.